# Zelotes tenuis
Zelotes tenuis är en spindelart som först beskrevs av Ludwig Carl Christian Koch 1866.  Zelotes tenuis ingår i släktet Zelotes och familjen plattbuksspindlar. Inga underarter finns listade i Catalogue of Life.